# Statul Popoarele, Naționalitățile și Națiunile din Sud
Regiunea Națiunilor, Naționalităților și Popoarelor din Sud (adesea prescurtată ca RNNPS) este un stat regional din sud-vestul Etiopiei. A fost format din fuziunea a cinci kililoch, numite Regiunile 7-11, în urma alegerilor pentru consiliile regionale din 21 iunie 1992. Capitala sa este Hawassa.
RNNPS se învecinează cu Kenya la sud (inclusiv o mică parte din Lacul Turkana), Triunghiul Ilemi (o regiune revendicată de Kenya și Sudanul de Sud) la sud-vest, cu Regiunea Etiopia de Sud-Vest la vest, cu Regiunea Oromia la nord și la est și cu regiunea Sidama la est. Principalele orașe ale regiunii sunt Arba Minch, Sodo, Jinka, Dila, Boditi, Areka, Butajira, Welkite, Bonga, Hosaena și Worabe.
Sediul guvernului Regiunii Națiunilor, Naționalităților și Popoarelor din Sud se află în orașul Hawassa. După formarea regiunii Sidama în iunie 2020, Hawassa este situată în afara regiunii. Guvernul regional intenționează să se mute într-un oraș din regiune după două cicluri electorale naționale consecutive. Cel mai mare oraș din regiune este Arba Minch.

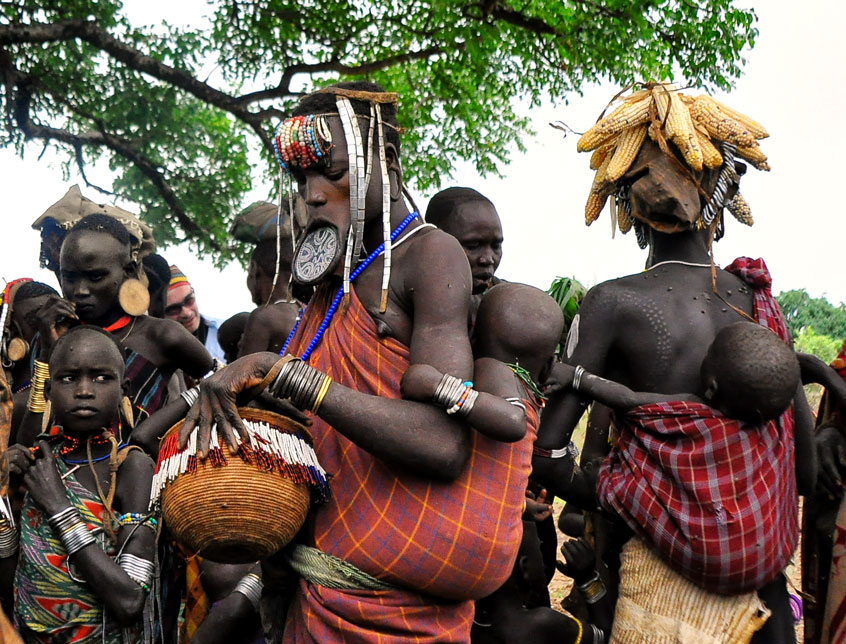
Poporul Mursi

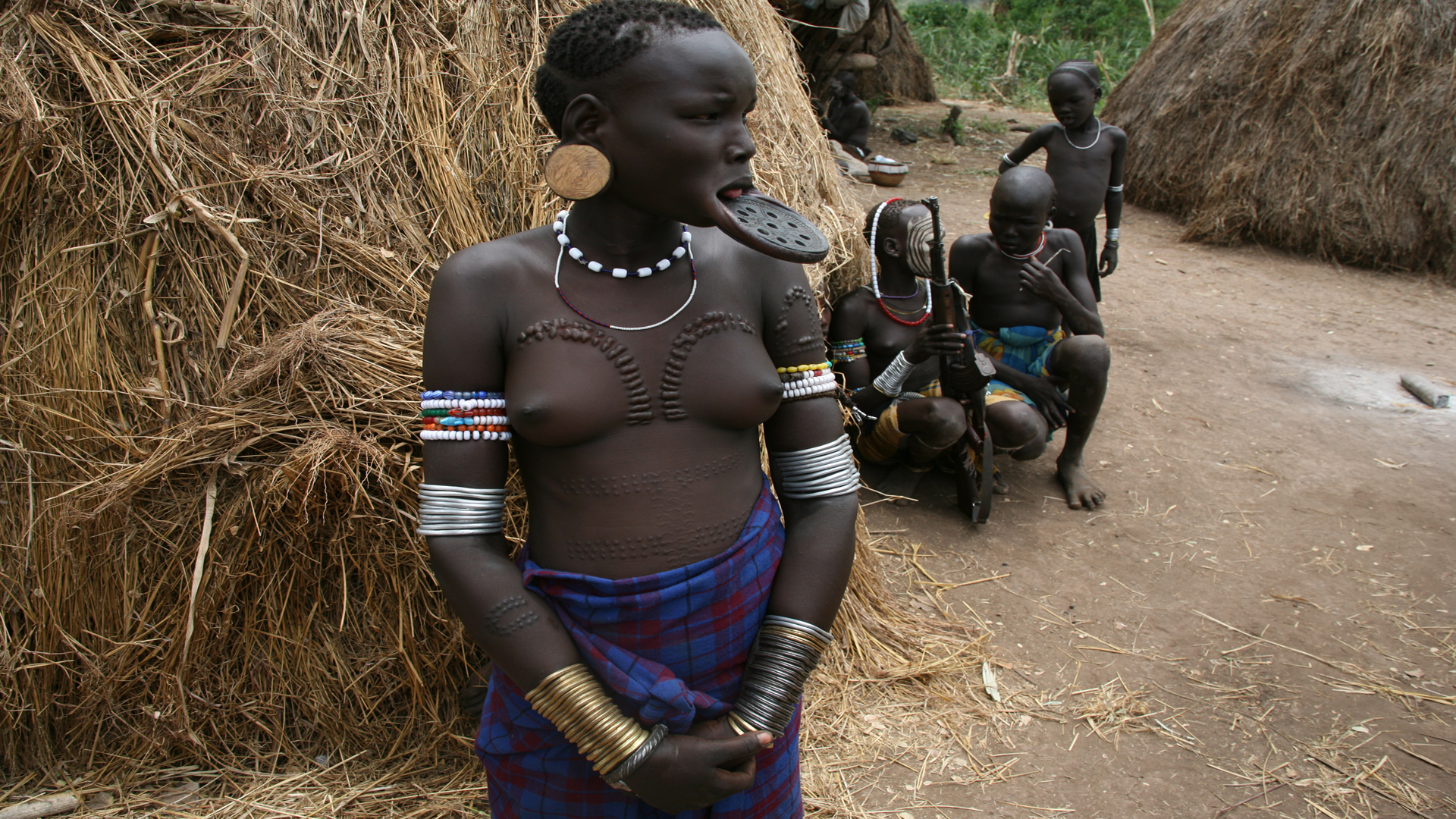
Poporul Surma

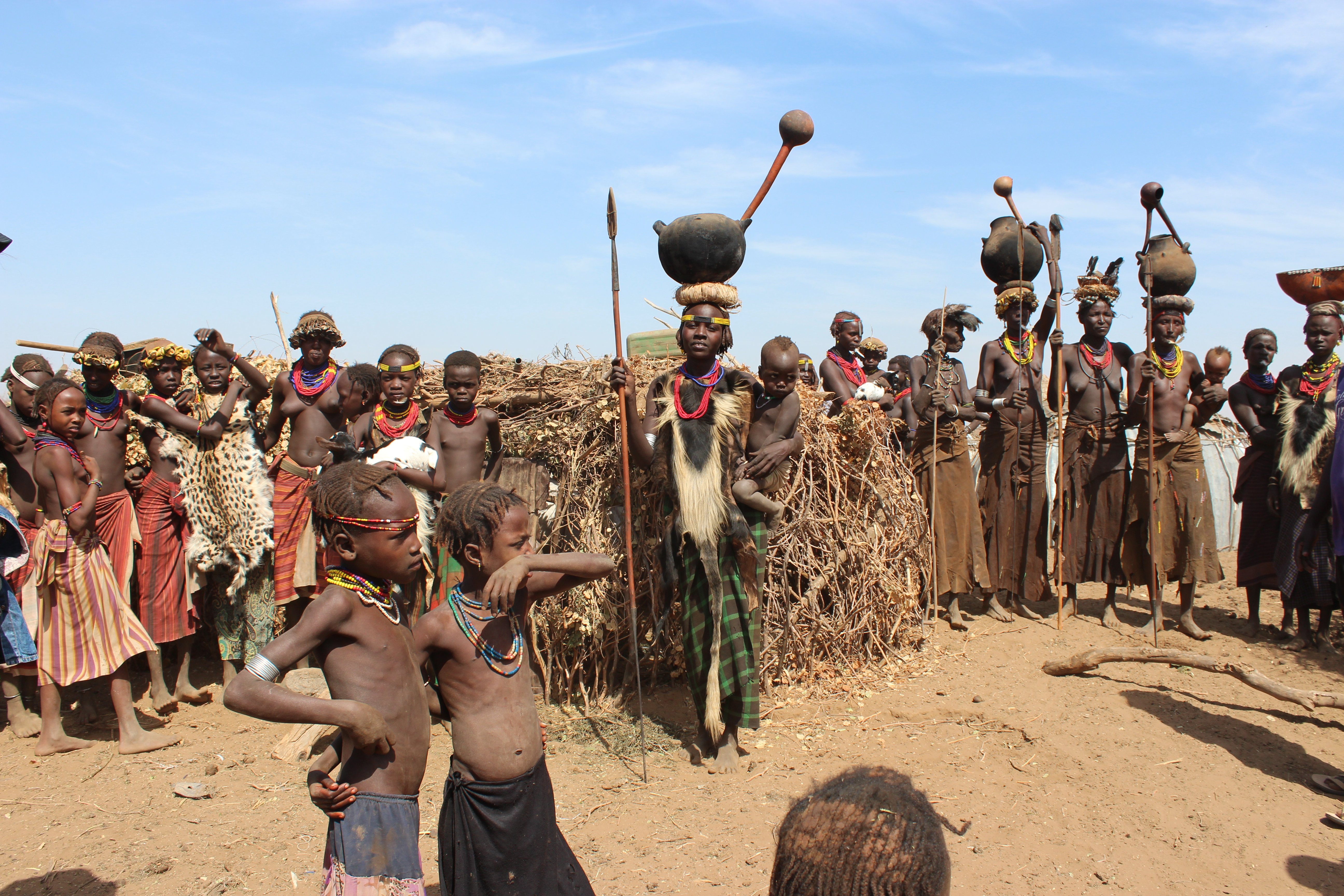
Poporul Daasanach

## Religie
| Religie                  | Recensământul din 1994 | Recensământul din 2007 |
| ------------------------ | ---------------------- | ---------------------- |
| Protestanți              | 34,8%                  | 55,5%                  |
| Creștinii ortodocși      | 55,6%                  | 19,86%                 |
| Musulmani                | 16,7%                  | 14,12%                 |
| Religii tradiționale     | 15,4%                  | 6,6%                   |
| Romano-catolici          | 3%                     | 2,4%                   |
| Alte afilieri religioase | —                      | 1,5%                   |

## Etnii
| Etnie    | Recensământul din 1994 | Recensământul din 2007 |
| -------- | ---------------------- | ---------------------- |
| Welayta  | 12%                    | 10,59%                 |
| Hadiya   | -                      | 7,98%                  |
| Gurage   | 15%                    | 19,54%                 |
| Gamo     | -                      | 7%                     |
| Kafficho | -                      | 5,44%                  |
| Silt'e   | -                      | 5,37%                  |
| Amhara   | -                      | 4,10%                  |